# Малая Конюшенная улица
Ма́лая Коню́шенная у́лица — улица в Центральном районе Санкт-Петербурга. Проходит от Шведского переулка до Невского проспекта.

## Название
Своё имя улица, как и Большая Конюшенная, получила по Конюшенному двору — зданию императорских конюшен на Конюшенной площади. Название появилось в 1776 году. С октября 1918 по 4 октября 1991 года улица носила имя революционера-народника Софьи Перовской.

## История
В 1877 году на средства домовладельцев посередине улицы был устроен бульвар, названный Мейендорфским в память генерал-адъютанта барона Мейендорфа, в управлении которого находились значительные благотворительные заведения лютеранской церкви по этой улице. Однако городская управа долгое время отказывалась принять бульвар на содержание города, высаженные липы не прижились. В 1898 году бульвар перешёл в ведение города. Согласно описанию 1907 года он представлял собой устроенную, утрамбованную дорожку, обсаженную по краям в один ряд деревьями—липами и клёном. С начала XX века на Вербной неделе на бульваре устраивался «Вербный торг».
2 сентября 1997 года улица была открыта как пешеходная зона.
8 декабря 1997 года в середине улицы открыт бронзовый памятник Николаю Васильевичу Гоголю (скульптор Белов Михаил Владимирович, архитектор Васильковский Владимир Сергеевич).

## Достопримечательности

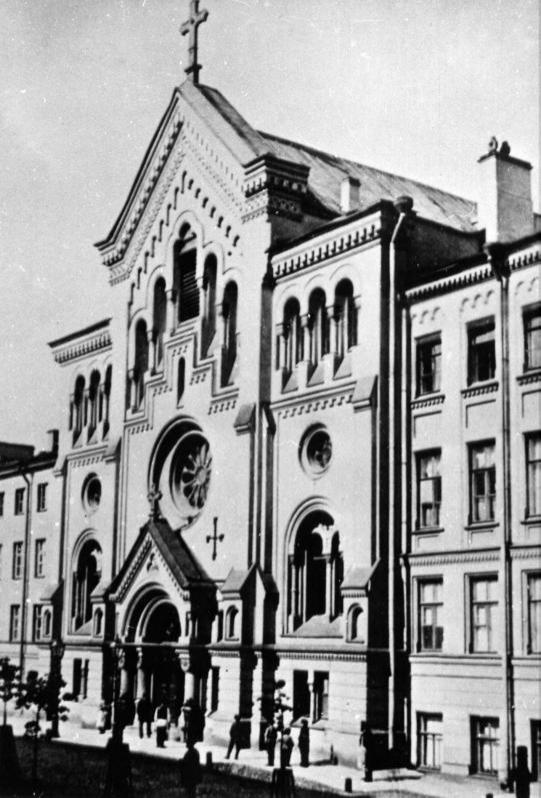
Шведская Церковь Святой Екатерины. 1900-е

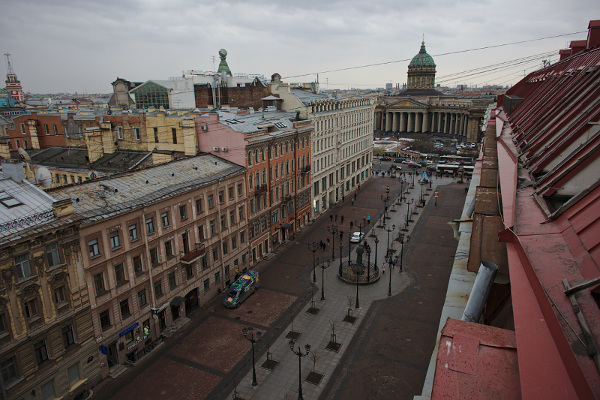
Вид в сторону Казанского собора

Квартал между Малой и Большой Конюшенными улицами, каналом Грибоедова и Шведским переулком занимают здания бывшего Придворного конюшенного ведомства.

### По нечётной стороне
- Дом № 1 — на этом участке располагается Шведская церковь Святой Екатерины. Первый храм шведской кирхи был заложен по проекту Ю. М. Фельтена 17 мая 1767 года. Строительство длилось около двух лет и 29 мая 1769 года церковь была освящена во имя святой Екатерины, — покровительницы Екатерины II, пожертвовавшей на строительство крупную сумму. Здание выходило фасадом в Шведский переулок и вмещало около 300 человек. Ко второй половине XIX века приходу стало тесно в старом храме и на его месте появился новый, рассчитанный уже на 1200 человек. Автором проекта был академик К. К. Андерсон[5]. Строительство началось 28 июля 1863 года, а освящение храма состоялось 28 ноября 1865 года. По некоторым данным[6], в 1905 году Ф. И. Лидваль несколько перестроил фасад и создал Екатерининский зал. 27 мая 2006 года во дворе дома 1/3 была открыта памятная доска, посвящённая архитекторам Лидвалю и Андерсону.

- Дом № 3 — в 1904—1905 годах здесь был построен Доходный дом Шведской церкви, проект Ф. И. Лидваля.

- Дом № 5 — здание бывшего Главного немецкого училища Святого Петра (Петришуле). В этом доме жил Борис Гребенщиков[7], что превратило подъезд в место паломничества фанатов группы «Аквариум», которые обильно расписали стены подъезда граффити с цитатами из песен Б. Г.[8]

- Дом № 7 — доходный дом Александра Пеля, 1859—1860. Надстроен пятым этажом и мансардой в 1913-м под руководством архитектора В. Э. Коллинса. «Братом-близнецом» этого дома является построенный тогда же по проекту Пеля доходный дом на Большой Конюшенной, 12[9].

В 1914 (по другим данным — в 1923) рядом с Невским проспектом на улице был установлен метеорологический павильон по проекту Н. Е. Лансере. Он был оборудован различными приборами и самописцами, позволявшими ознакомиться с погодной обстановкой, а также часами. На вершине павильона находилась статуя Тритона, по бокам от часов — скульптуры мойры Клото и бога времени Сатурна. В 1930-е годы павильон был вывезен на Елагин остров и заброшен. В 1997 году он был отреставрирован и возвращён на Малую Конюшенную возле дома 3, где находится по сей день. По другим данным, первый павильон был утерян, поэтому была построена его копия.
В 1998 году в конце улицы (рядом со Шведским переулком) на средства ГУВД СПб и ЛО был установлен памятник городовому работы А. С. Чаркина. Установка памятника была связана с 200-летием МВД России и грядущим 300-летием города. Предполагалось, что памятник будет размещён в этом месте временно, однако в итоге он так и остался на Малой Конюшенной улице. 10 ноября 2021 года скульптуру планируется убрать с Малой Конюшенной улицы и установить на более высоком постаменте возле здания МВД на углу Кавалергардской улицы и Суворовского проспекта. Демонтирована 14 октября 2021 года.

### По чётной стороне
- Дом № 4 (Чебоксарский переулок, 2 — канал Грибоедова, 9) — доме Придворного конюшенного ведомства, где в разные годы жили писатели В. М. Саянов, В. Я. Шишков, О. Д. Форш, М. М. Зощенко, поэт В. А. Рождественский, драматург Е. Л. Шварц. Сейчас в доме находится мемориальный музей-квартира М. М. Зощенко.

- Дом № 6 (Чебоксарский переулок, 1 — набережная канала Грибоедова, 11) — бывший Придворный госпиталь, в настоящее время — городская больница № 5. Здание неоднократно перестраивалось: в 1852—1857 годах — архитектором Н. И. Кузьминым, в 1888—1891 — В. П. Самохваловым и Н. А. Горностаевым.

- Дом № 10 (канал Грибоедова, 15) — бывший доходный дом, перестроенный в 1875 году по проекту Павла Сюзора.